# Битка код Вајсенбурга
Битка код Вајсенбурга (енгл. Battle of Wissembourg), 4. августа 1870, била је немачка победа у француско-пруском рату (1870-1871).

## Позадина
Почетком септембра 1870, на обе стране Рајне била је концентрисана главнина обе војске у француско-пруском рату. Са француске стране биле су развучене и још неприкупљене снаге Рајнске армије (око 260.000 људи) развучене на фронту од 250 км, у Лорени (северно) и Алзасу (јужно). Са немачке стране, биле су концентрисане 1, 2. и 3. армија (око 550.000 људи) на фронту од свега 120 км. При таквом односу снага, Немци су прешли у напад преко Рајне, док су развучене француске снаге принуђене на одбрану и тучене појединачно, по деловима.
Вајсенбург (фр. Weissenburg) је француски град у Алзасу, око 50 км северно од Стразбура.

## Битка
У наступању преко Агеноа ка горњем току реке Сар, на јужном крају француског фронта, немачка 3. армија (око 51.000 људи) под командом принца Фридриха Вилхелма наишла је код Вајсенбурга на снажан отпор 2. дивизије (око 6.000 људи) француског 1. корпуса под командом Патриса Мак Маона. Под притиском надмоћнијих немачких снага, Французи су били принуђени на повлачење ка реци Соер (фр. Sauer). Истог дана Немци су заузели Вајсенбург, али нису прешли у гоњење.

## Последице
Немци су имали 1.551, а Французи 1.200 мртвих и рањених. Французи су потиснути на реку Соер (фр. Sauer), где су организовали одбрану.